# Programação e controle da produção
O sistema de Planejamento, Programação e Controle da Produção (PPCP), consiste em uma função das empresas de transformação; Segundo Tubino, o PCP é responsável pela coordenação e aplicação dos recursos produtivos de forma a atender da melhor maneira possível aos planos estabelecidos nos níveis tático, operacional e estratégico.  Ele também auxilia a ter uma alta taxa de utilização das instalações e de seus recursos. Isso em função de uma logística de abastecimento e pela sequência de produção, focada em reduzir os tempos de setup das máquinas e atender a demanda. .

## As funções do PCP
- Plano Estratégico da Produção: Planejamento de longo prazo, necessário para que a empresa forneça o conjunto apropriado de capacidade produtiva, recursos humanos e suprimento para atender as necessidades futuras de vendas. O resultado é um direcionador para investimentos e orçamentos;
- Planejamento Mestre da Produção: o problema fundamental é combinar suprimentos e demanda em termos de volume e produto. A Plano mestre foca em atendimento da demanda e abertura.de Ordens de Produção no nível de produto acabado;
- Planejamento de Materiais - MRP: atividade mensal, semanal ou diária. Responsável por abrir Ordens de Produção e Requisições de Compras;
- Programação da Produção ou Sequenciamento dos recursos: atividade diária, responsável por decidir a sequência de produção para atender o plano ou necessidades urgentes de vendas;
- Controle da Produção.: atividade diária para controlar a execução conforme a programação. Tem com objetivo apontar a quantidade produzida de uma Ordem de Produção, bem como refugos, consumos e sobras e também paradas não programadas de máquinas.

## Diferentes Nome, mas a mesma Função
Dentro das empresas o PCP é conhecido também como PPCP (Planejamento, Programação e Controle da Produção) ou PCPM (Planejamento e Controle da Produção e Materiais). Em empresas onde o fluxo de Material (Matérias-Primas e Produtos Acabados), como nos sistemas contínuos, uma cervejaria, por exemplo, pode nem existir como setor, sendo suas atividades sendo executadas dentro da área de logística.

## Informações Necessárias
O PCP recebe informações sobre estoques, engenharia, vendas (carteira de pedidos e previsões), capacidade produtiva. Ele é responsável por abrir Ordens de Produção e Requisições de Compras.